# Ropa semiformal

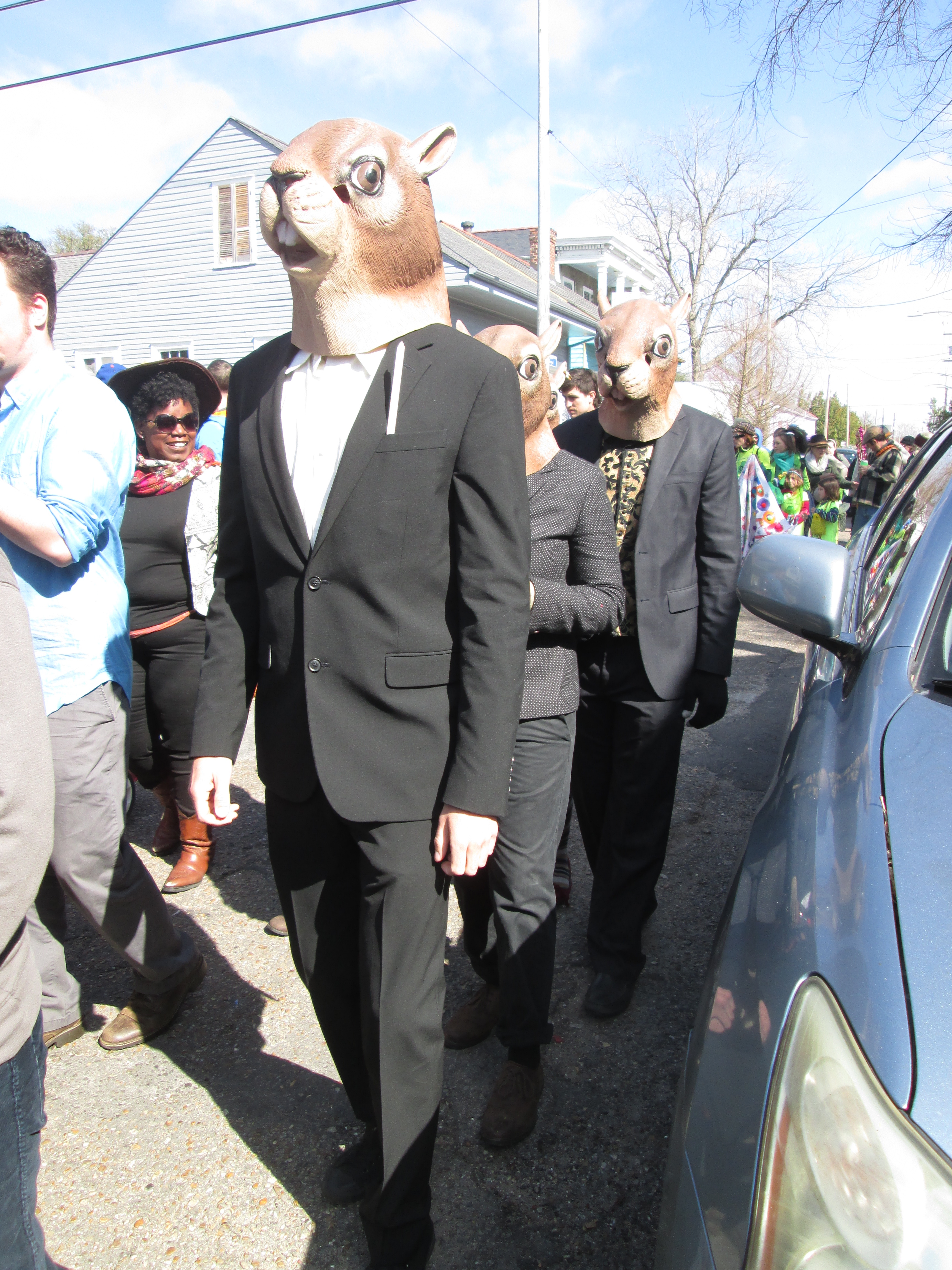
Vestimenta semiformal

La ropa semiformal o vestimenta semiformal  es una agrupación de códigos de vestimenta que indican el tipo de ropa que se usa para eventos con un nivel de formalidad entre ropa informal y ropa formal. En la era moderna, la interpretación típica para los hombres es corbata negra para la noche y traje de estar por casa negro para el día, correspondido por un traje pantalón o un vestido de noche para las mujeres.
Si uno elegiría vestir semiformal de mañana o de noche se ha definido tradicionalmente en función de si el evento comenzará antes o después de las 6:00. pm
Además, se pueden permitir versiones equivalentes, como vestidos ceremoniales (incluidos vestidos de corte, uniformes diplomáticos y vestidos académicos ), vestimenta religiosa, trajes nacionales y vestidos militares.

## Ropa de noche: traje de cena "black tie"
Para ropa de noche (después de las 6 p. m.), el código es corbata negra. En el vestido de noche formal o en el vestido de corbata blanca, esta práctica de sustituir colores en las corbatas es mucho menos común ya que la moda masculina tiende a seguir la tradición más profundamente a medida que se vuelve más formal.
Los orígenes del traje de noche semiformal se remontan a finales del siglo XIX, cuando Eduardo, Príncipe de Gales (posteriormente Eduardo VII ), quería un traje de cena más cómodo que el abrigo de cola.
En la primavera de 1886, el Príncipe invitó a James Potter, un rico neoyorquino, y a su esposa Cora a Sandringham House, la finca de caza del Príncipe en Norfolk. Cuando Potter preguntó por el código de vestimenta para la cena del Príncipe, el Príncipe lo envió a su sastre, Henry Poole & Co., en Londres, donde le dieron un traje hecho según las especificaciones del Príncipe con el esmoquin.
Al regresar a Tuxedo Park, Nueva York, en 1886, el esmoquin de Potter resultó popular en el Tuxedo Park Club. No mucho después, cuando un grupo de hombres del club decidió usar esos trajes para una cena en el restaurante Delmonico's en la ciudad de Nueva York, otros comensales se sorprendieron. Les dijeron que ese tipo de ropa era popular en Tuxedo Park, por lo que el corte particular pasó a ser conocido como "esmoquin".
Desde su creación hasta la década de 1920, este esmoquin se consideraba una vestimenta apropiada para cenar en la casa o en el club, mientras que el frac se mantenía en su lugar como apropiado para la aparición pública.

## Alternativas complementarias
Para una cena formal, los oficiales y suboficiales de los servicios uniformados a menudo usan vestidos desordenados equivalentes a la corbata negra y el vestido de noche civil. Los uniformes de comedor pueden variar según las respectivas ramas de las fuerzas armadas, regimientos o cuerpos de quienes los usan, pero generalmente incluyen un abrigo corto estilo Eton que llega hasta la cintura. Algunos incluyen camisas blancas, pajaritas negras y chalecos escotados, mientras que otros presentan cuellos altos que se abrochan alrededor del cuello y sus correspondientes chalecos de cuello alto. Los servicios armados de algunas naciones tienen variantes equivalentes de corbata negra y corbata blanca en su vestimenta informal.